# Happy, Texas
Happy là một thị trấn thuộc quận Swisher, tiểu bang Texas, Hoa Kỳ. Năm 2010, dân số của thị trấn này là 678 người.

## Dân số
- Dân số năm 2000: 647 người.
- Dân số năm 2010: 678 người.